# Uruffe
Uruffe est une commune française située dans le département de Meurthe-et-Moselle en région Grand Est.

## Géographie
Le village est traversé par le ruisseau de la Deuille (2,906 km), qui se jette dans l'Aroffe (4,704 km) en contrebas,.

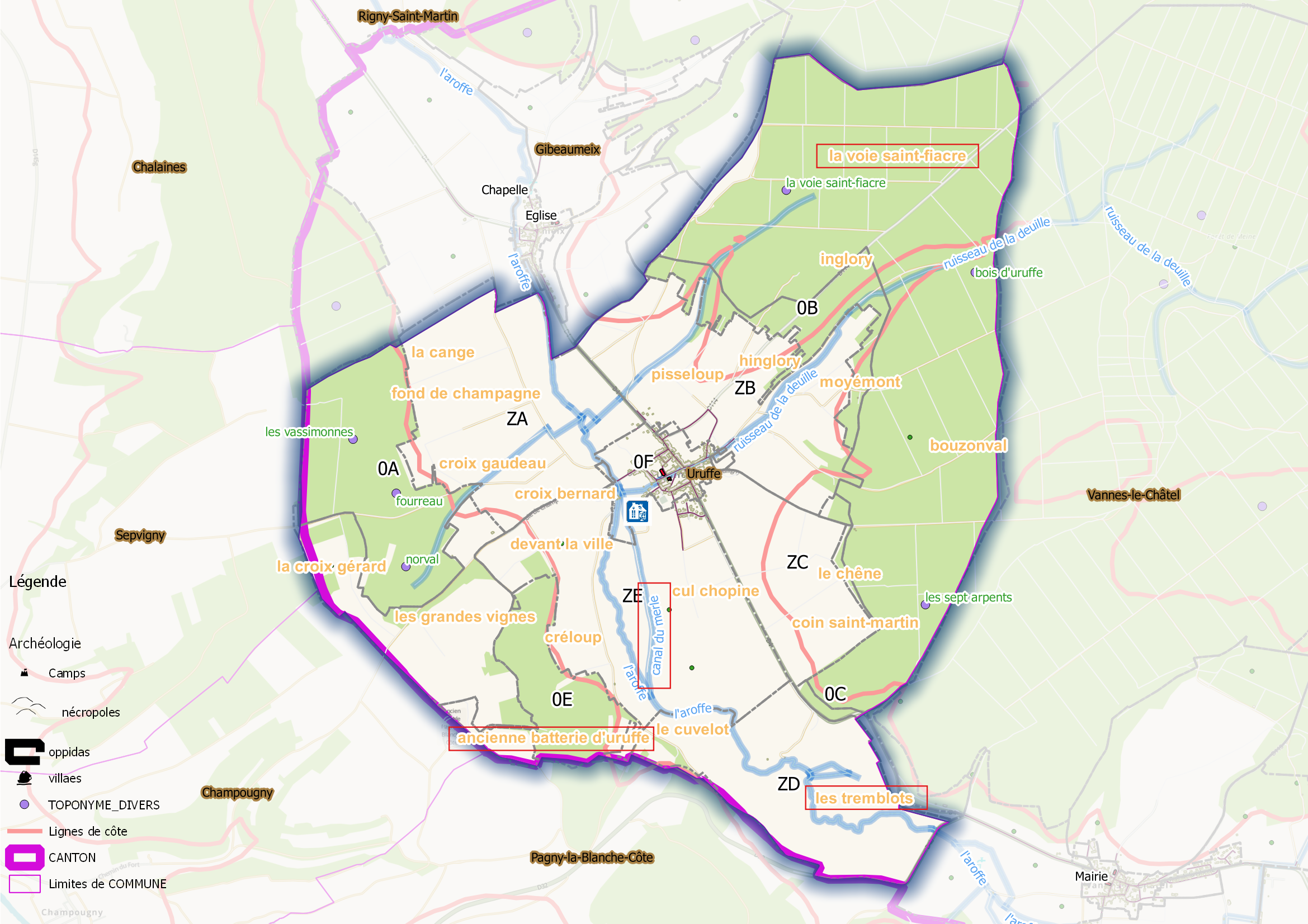
Fig. 1 - Uruffe (ban communal).

D'après les données Corine Land Cover, le territoire communal de 1 297 ha se composait en 2011 de près de 35 % de forêts, 63 % de prairies et surfaces agricoles et 2 % de zones urbanisées.
La forme du territoire communal laisse penser que la commune fut liée à sa voisine de Gibeaumeix, de fait les chroniques historiques les relient dans la gestion du spirituel,.

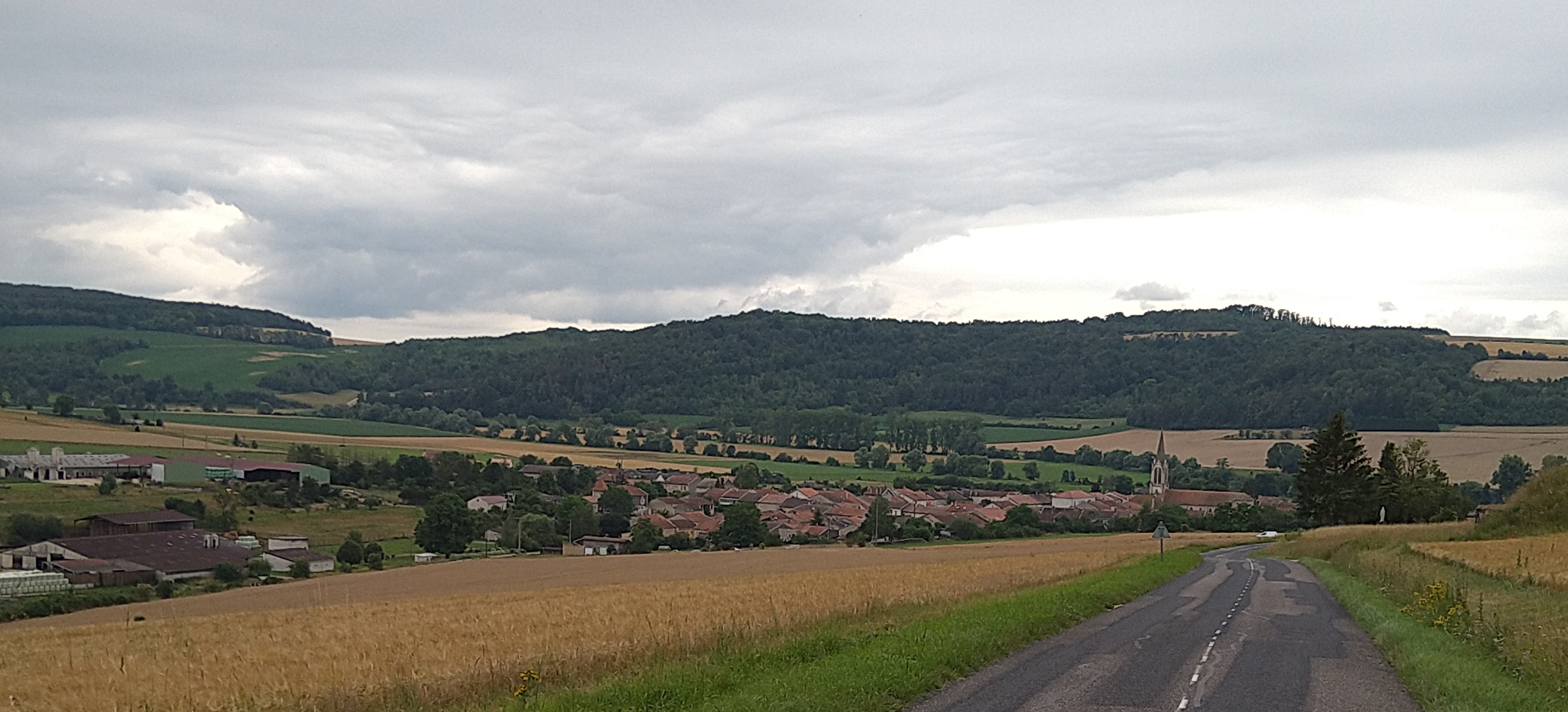
Vue sur le village d'Uruffe.

### Communes limitrophes
| Chalaines, Rigny-Saint-Martin Meuse (département) | Gibeaumeix                                 | Vannes-le-châtel |
| Sepvigny, Meuse (département)                     | Uruffe                                     | Vannes-le-châtel |
| Champougny, Meuse (département)                   | Pagny-la-blanche-côte, Meuse (département) | Vannes-le-châtel |

### Hydrographie
La commune est dans le bassin versant de la Meuse au sein du bassin Rhin-Meuse. Elle est drainée par le ruisseau de la Deuille et le ruisseau l'Aroffe,.
L'Aroffe, d'une longueur de 50 km, prend sa source dans la commune de Beuvezin et se jette dans la Meuse à Rigny-la-Salle, après avoir traversé 18 communes. Les caractéristiques hydrologiques de l'Aroffe sont données par la station hydrologique située sur la commune. Le débit moyen mensuel est de 0,636 m3/s. Le débit moyen journalier maximum est de 16,2 m3/s, atteint lors de la crue du 13 février 1970. Le débit instantané maximal est quant à lui de 17,7 m3/s, atteint le 26 mai 1983.

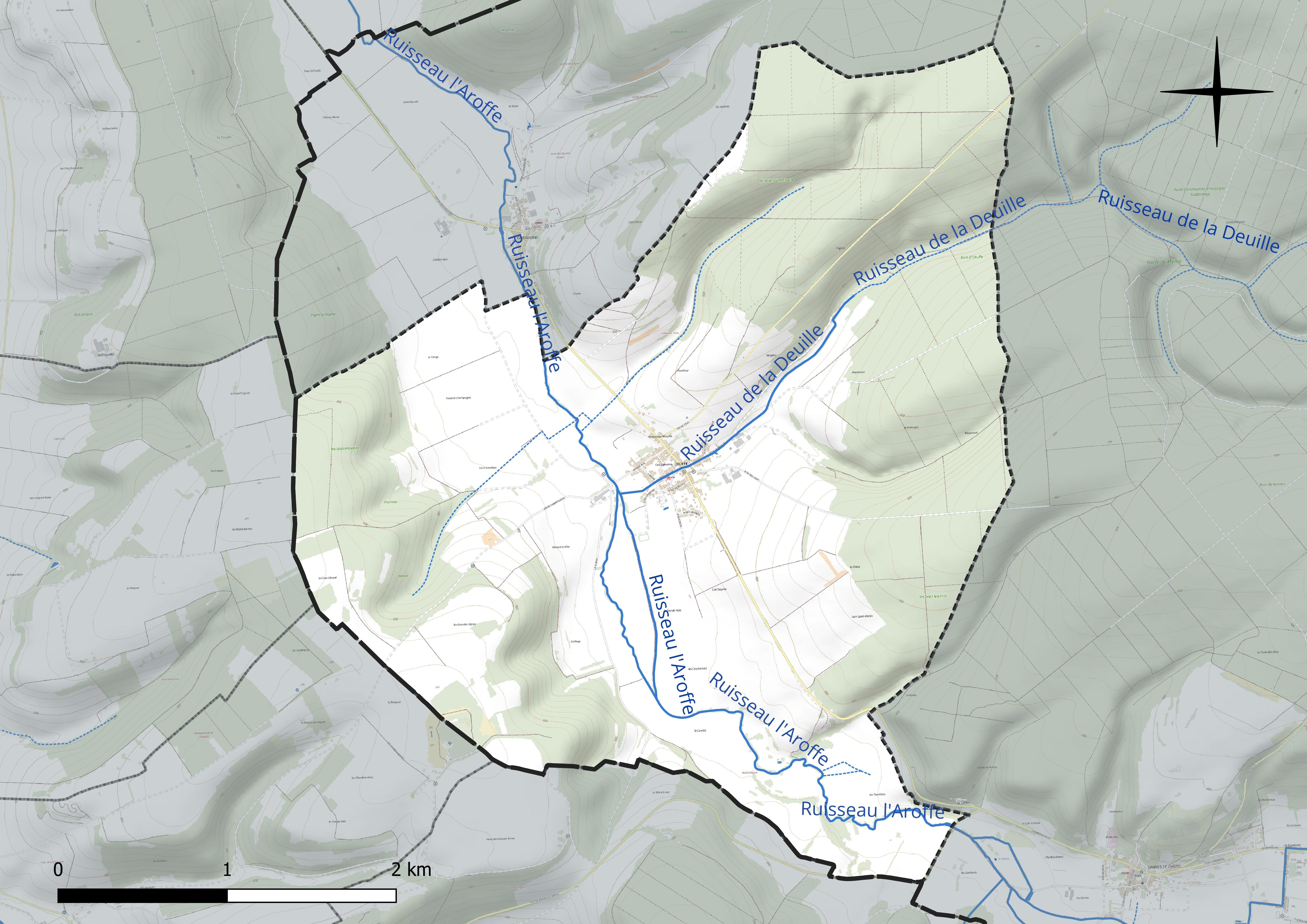
Réseau hydrographique d'Uruffe.

### Climat
Pour des articles plus généraux, voir Climat du Grand Est et Climat de Meurthe-et-Moselle.
En 2010, le climat de la commune est de type climat des marges montargnardes, selon une étude du Centre national de la recherche scientifique s'appuyant sur une série de données couvrant la période 1971-2000. En 2020, Météo-France publie une typologie des climats de la France métropolitaine dans laquelle la commune est exposée à un climat océanique altéré et est dans la région climatique Lorraine, plateau de Langres, Morvan, caractérisée par un hiver rude (1,5 °C), des vents modérés et des brouillards fréquents en automne et hiver.
Pour la période 1971-2000, la température annuelle moyenne est de 9,6 °C, avec une amplitude thermique annuelle de 16,6 °C. Le cumul annuel moyen de précipitations est de 902 mm, avec 13,1 jours de précipitations en janvier et 9,3 jours en juillet. Pour la période 1991-2020, la température moyenne annuelle observée sur la station météorologique de Météo-France la plus proche, « Nancy-Ochey », sur la commune d'Ochey à 15 km à vol d'oiseau, est de 10,5 °C et le cumul annuel moyen de précipitations est de 810,4 mm. 
La température maximale relevée sur cette station est de 39,6 °C, atteinte le 25 juillet 2019 ; la température minimale est de −19,1 °C, atteinte le 12 janvier 1987,,.
Les paramètres climatiques de la commune ont été estimés pour le milieu du siècle (2041-2070) selon différents scénarios d'émission de gaz à effet de serre à partir des nouvelles projections climatiques de référence DRIAS-2020. Ils sont consultables sur un site dédié publié par Météo-France en novembre 2022.

## Urbanisme

### Typologie
Au 1er janvier 2024, Uruffe est catégorisée commune rurale à habitat dispersé, selon la nouvelle grille communale de densité à sept niveaux définie par l'Insee en 2022.
Elle est située hors unité urbaine et hors attraction des villes,.

### Occupation des sols
L'occupation des sols de la commune, telle qu'elle ressort de la base de données européenne d’occupation biophysique des sols Corine Land Cover (CLC), est marquée par l'importance des territoires agricoles (52,2 % en 2018), en augmentation par rapport à 1990 (50,8 %). La répartition détaillée en 2018 est la suivante : forêts (45,6 %), terres arables (36,8 %), prairies (15,4 %), zones urbanisées (2,1 %), milieux à végétation arbustive et/ou herbacée (0,1 %). L'évolution de l’occupation des sols de la commune et de ses infrastructures peut être observée sur les différentes représentations cartographiques du territoire : la carte de Cassini (XVIIIe siècle), la carte d'état-major (1820-1866) et les cartes ou photos aériennes de l'IGN pour la période actuelle (1950 à aujourd'hui).

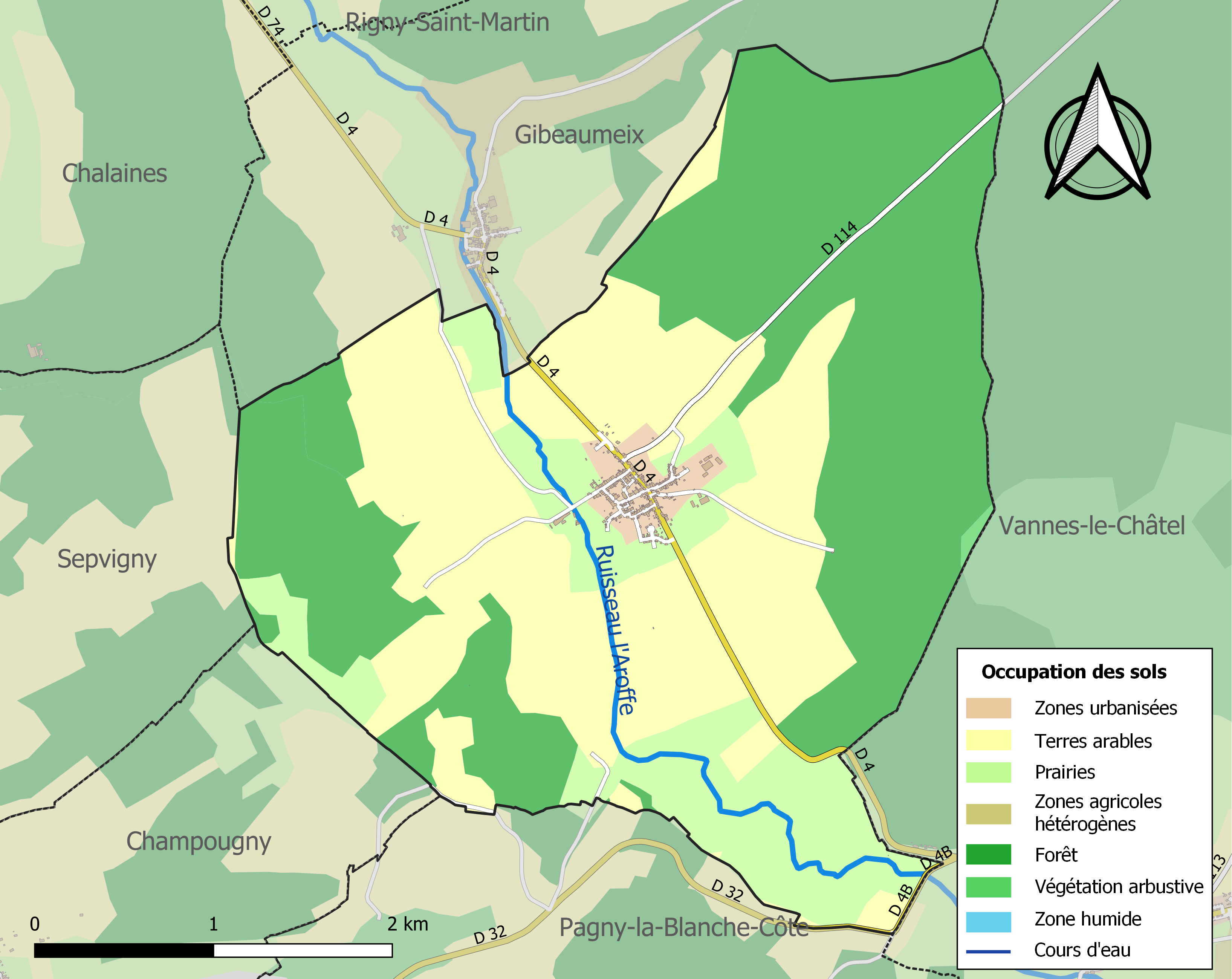
Carte des infrastructures et de l'occupation des sols de la commune en 2018 (CLC).

## Toponymie
Rufia (707-735) ; Rufiaco villa (xe siècle) ; Uruffiæ (1402) ; Huruffe (1516) sont les graphies recensées par le Dictionnaire topographique de la Meurthe.
Ernest Nègre qui s’appuie sur le nom de la rivière l’Aroffe, affluent droit de la Meuse, qui passe à Uruffe et qui était attesté sous les formes fluviolo quae dicitur Urofia en 883, fluvius Arusia au Xe siècle, à lire probablement *Arufia, y voit peut-être l’hydronyme pré-celtique ar, « cours d’eau», et suffixe celtique uvius, donnant *ar-uvia (aqua), « eau courante ». Le nom de la rivière serait passé au nom de lieu Uruffe. Le u d’Uruffe viendrait de l’attraction de l’oïl ru, « ruisseau ».

## Histoire

### Préhistoire et antiquité
Jules Beaupré évoque, dans son répertoire archéologique, de rares traces de l'occupation du territoire communal avant le Moyen Âge :
« Vers 1830, découverte de deux squelettes dont la tête était protégée par des pierres. (Olry). — Voie romaine dite Chemin Brabant. »

### Moyen Âge
Le village est cité dans les documents anciens dès le 8e siècle, mais les archives, d'après la monographie communale, sont inexistantes avant 1650.
Henri Lepage nous apprend, dans sa courte notice, que :
« En 1455, Edouard, comte de Bar, exempta pour toujours les habitants d'Uruffe, prévôté de Gondrecourt, de 12 deniers par conduit ; cette exemption fut confirmée par Ferry de Bar ; En 1465, le roi René réunit la ville d'Uruffe à la prévôté de Foug et à la création des nouveaux bailliages, en 1751, Uruffe fut placé dans le ressort de Lamarche. »

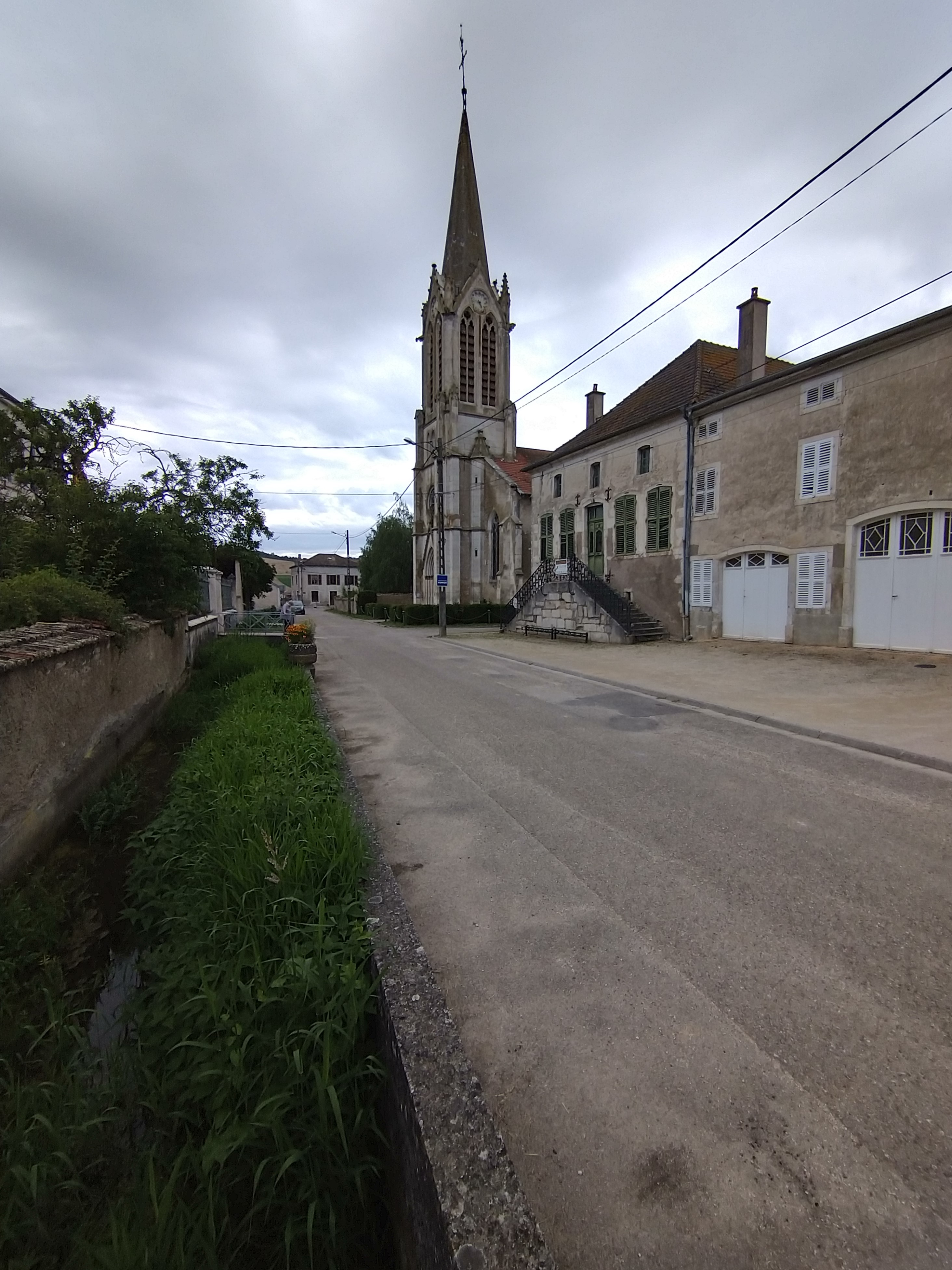
Rue de l'église.

En désaccord sur ces dates, l'abbé Grosse ajoute dans son ouvrage que l'on voyait, à Uruffe, un château-fief, qui appartenait aux seigneurs de Vassimont. De fait, d'après un parchemin conservé au château de Foug :
« Les fossés, dont on remarque encore les traces autour du cimetière actuel, font supposer qu’au centre se trouvait un château-fort avec les débris duquel on a construit l’église qui fut détruite pour faire celle qui existe aujourd’hui au milieu du village. »
Ces sources font écho à une probable grande pauvreté du territoire qui incita son seigneur à alléger les impôts pour permettre son développement, pauvreté qui se trouvait sans doute aggravée par la position du village, coté est de la Meuse et donc à la frontière entre les territoires sous influence du roi de France et les territoires ayant allégeance au Saint Empire germanique (Le Barois Mouvant).
La monographie communale évoque également les ravages causés par la guerre de Trente Ans (entre 1630 et 1636) et même au-delà de 1648 (paix de Westphalie) jusqu'en 1659.
D'après les écrits de Lepage, après être tombé à seulement 180 personnes vers 1707, le nombre d'habitants croît jusqu'à 418 en 1750 et même 600 en 1810, signe d'un développement indéniable avant et après la Révolution française.

### XXesiècle
Pendant la Seconde Guerre mondiale, un camp de transit allemand pour les prisonniers de guerre français est installé sur le territoire.
Le village défraie la chronique judiciaire lorsqu'en 1956, le curé Guy Desnoyers assassine sa maîtresse, mademoiselle Régine Fays et l'enfant qu'elle portait dont il était le géniteur. Lors de la messe pour la jeune fille, le chanoine Mansuy, vicaire capitulaire de Nancy, dira "L'humain est incapable de dire ce qu'il ressent quand l'inhumain a fait ce qu'il a fait… Je parle au nom des 700 prêtres du diocèse. Nous sommes solidaires dans l'humiliation et dans la honte. Que le coupable expie comme il doit expier !". Dans l'église, des femmes et des hommes tombaient évanouis ou en proie à des crises de nerfs.
Il est aussi le lieu d'une affaire associée à la combustion humaine spontanée, avec la mort inexpliquée de la retraitée Ginette Kazmierczak à son domicile dans la nuit du 11 au 12 mai 1977.

## Héraldique
| Blason de Uruffe | Blason  | D'azur à trois pals d'argent au chef d'azur chargé de trois cailloux d'or. |
| Blason de Uruffe | Détails | Le statut officiel du blason reste à déterminer.                           |

## Politique et administration
| Période                                  | Période  | Identité           | Étiquette | Qualité |
| ---------------------------------------- | -------- | ------------------ | --------- | ------- |
| Les données manquantes sont à compléter. |          |                    |           |         |
| 1935                                     | 1939     | Pierre Bernard     |           |         |
| 1939                                     | 1940     | Auguste Martin     |           |         |
| 1940                                     | 1977     | Gabriel Arnould    |           |         |
| 1977                                     | 1984     | Jean-Jacques Yung  | DVG       |         |
| 1984                                     | 2020     | José Fays          |           |         |
| mai 2020                                 | En cours | Elisabeth Delcroix |           |         |

## Démographie
L'évolution du nombre d'habitants est connue à travers les recensements de la population effectués dans la commune depuis 1793. Pour les communes de moins de 10 000 habitants, une enquête de recensement portant sur toute la population est réalisée tous les cinq ans, les populations de référence des années intermédiaires étant quant à elles estimées par interpolation ou extrapolation. Pour la commune, le premier recensement exhaustif entrant dans le cadre du nouveau dispositif a été réalisé en 2005.

En 2022, la commune comptait 367 habitants, en évolution de −7,79 % par rapport à 2016 (Meurthe-et-Moselle : −0,13 %, France hors Mayotte : +2,11 %).
| 1793 | 1800 | 1806 | 1821 | 1831 | 1836 | 1841 | 1846 | 1851 |
| ---- | ---- | ---- | ---- | ---- | ---- | ---- | ---- | ---- |
| 557  | 638  | 635  | 684  | 742  | 775  | 799  | 888  | 880  |

| 1856 | 1861 | 1872 | 1876 | 1881 | 1886 | 1891 | 1896 | 1901 |
| ---- | ---- | ---- | ---- | ---- | ---- | ---- | ---- | ---- |
| 920  | 870  | 830  | 809  | 928  | 804  | 794  | 805  | 739  |

| 1906 | 1911 | 1921 | 1926 | 1931 | 1936 | 1946 | 1954 | 1962 |
| ---- | ---- | ---- | ---- | ---- | ---- | ---- | ---- | ---- |
| 704  | 658  | 520  | 469  | 400  | 363  | 368  | 392  | 404  |

| 1968 | 1975 | 1982 | 1990 | 1999 | 2005 | 2006 | 2010 | 2015 |
| ---- | ---- | ---- | ---- | ---- | ---- | ---- | ---- | ---- |
| 367  | 320  | 280  | 311  | 326  | 348  | 345  | 378  | 396  |

| 2020 | 2022 | - | - | - | - | - | - | - |
| ---- | ---- | - | - | - | - | - | - | - |
| 371  | 367  | - | - | - | - | - | - | - |

## Économie
Henri Lepage et E. Grosse donnent quelques indications à caractère économique dans leurs ouvrages de 1836 et 1843 en accord sur la surface totale de la commune :
« Territ.:1483 (1505) hect., dont 748 à 825 en labours, 46 à 182 en prés, et 15 à 40 en vignes, 591 en bois. Moulin à grains, four à chaux... »
indiquant tous deux le caractère agricole et viticole de l'activité, bien que la vigne, comme les vergers, n’occupe et n’occupera jamais qu’une superficie restreinte, en raison de l’orientation de la vallée, du versant tourné vers le nord-est.
L'exploitation des archives municipales (registres des Actes) permet également de révéler un artisanat probablement solide vers 1846 avec ceux dont le travail principal est le tissage, les tisserands, sont bien représentés en 1846. On trouve aussi un sabotier, des cordonniers, un charron, un bourrelier qui fait, vend ou répare les harnachements des animaux de trait pour cette agriculture. Trois aubergistes tiennent table ouverte en ce milieu du XIXe siècle.
Au début du XXe siècle, dans les bois d'Uruffe et dans tout le massif de Meine, les charbonniers élaboraient le charbon de bois à l'aide de branchages, la charbonnette (bois au diamètre inférieur à 7 cm) qui servait l'industrie de l'époque (verrerie, boulangerie...).

### Secteur primaire ouAgriculture
Le secteur primaire comprend, outre les exploitations agricoles et les élevages, les établissements liés à l’exploitation de la forêt et les pêcheurs.
D'après le recensement agricole 2010 du Ministère de l'agriculture (Agreste), la commune d' Uruffe était majoritairement orientée sur la polyculture et le poly-élevage (auparavant même production ) sur une surface agricole utilisée d'environ 373 hectares (surface cultivable communale) stable depuis 1988 - Le cheptel en unité de gros bétail s'est réduit de 301 à 280 entre 1988 et 2010. Il y avait encore 2 (8 en 1988) exploitations agricoles ayant leur siège dans la commune employant 7 unités de travail, (jusqu'à 8 auparavant) ce qui plaçait la commune parmi celles dont l'activité agricole s'était maintenue mais resserrée.

## Lieux et monuments
- Maison seigneuriale : tour XVIe siècle.
- Lavoir monumental, fontaine monumentale.
- Ancienne batterie, ancien fort de Pagny-la-Blanche-Côte (398 m).

## Édifice religieux
- Église Saint-Martin XIXe siècle néo-gothique.

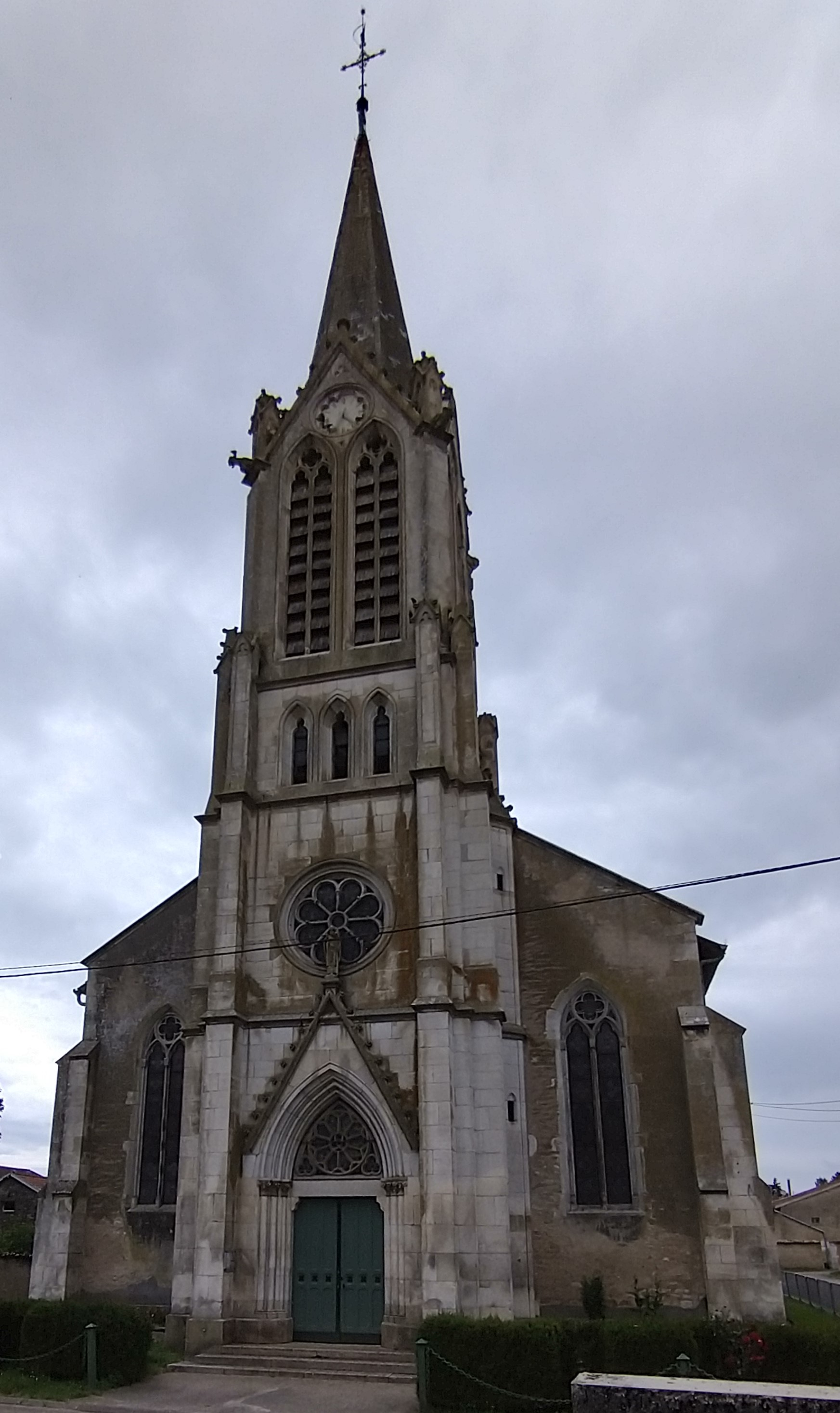
Porche-clocher.
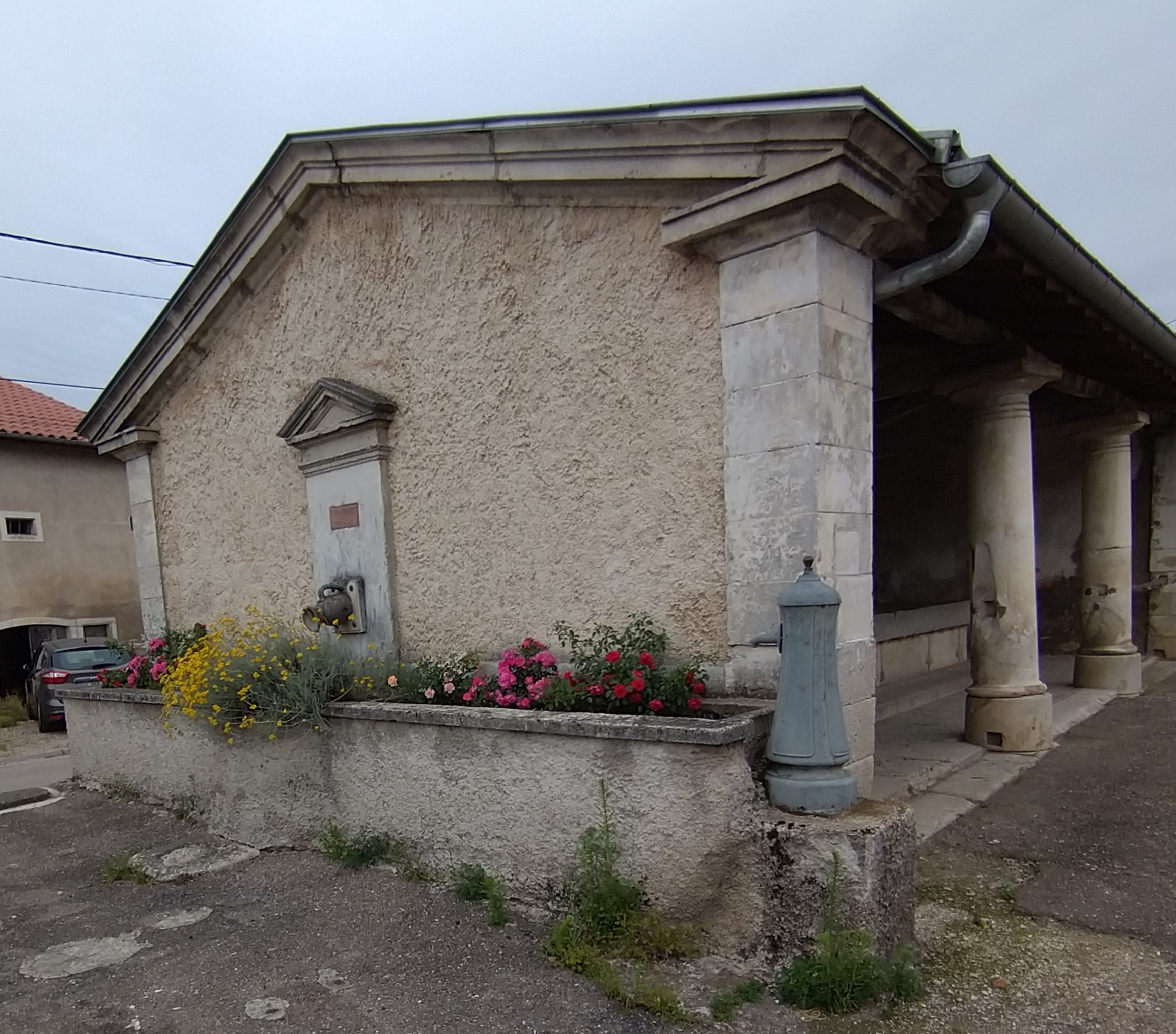
Fontaine monumentale.
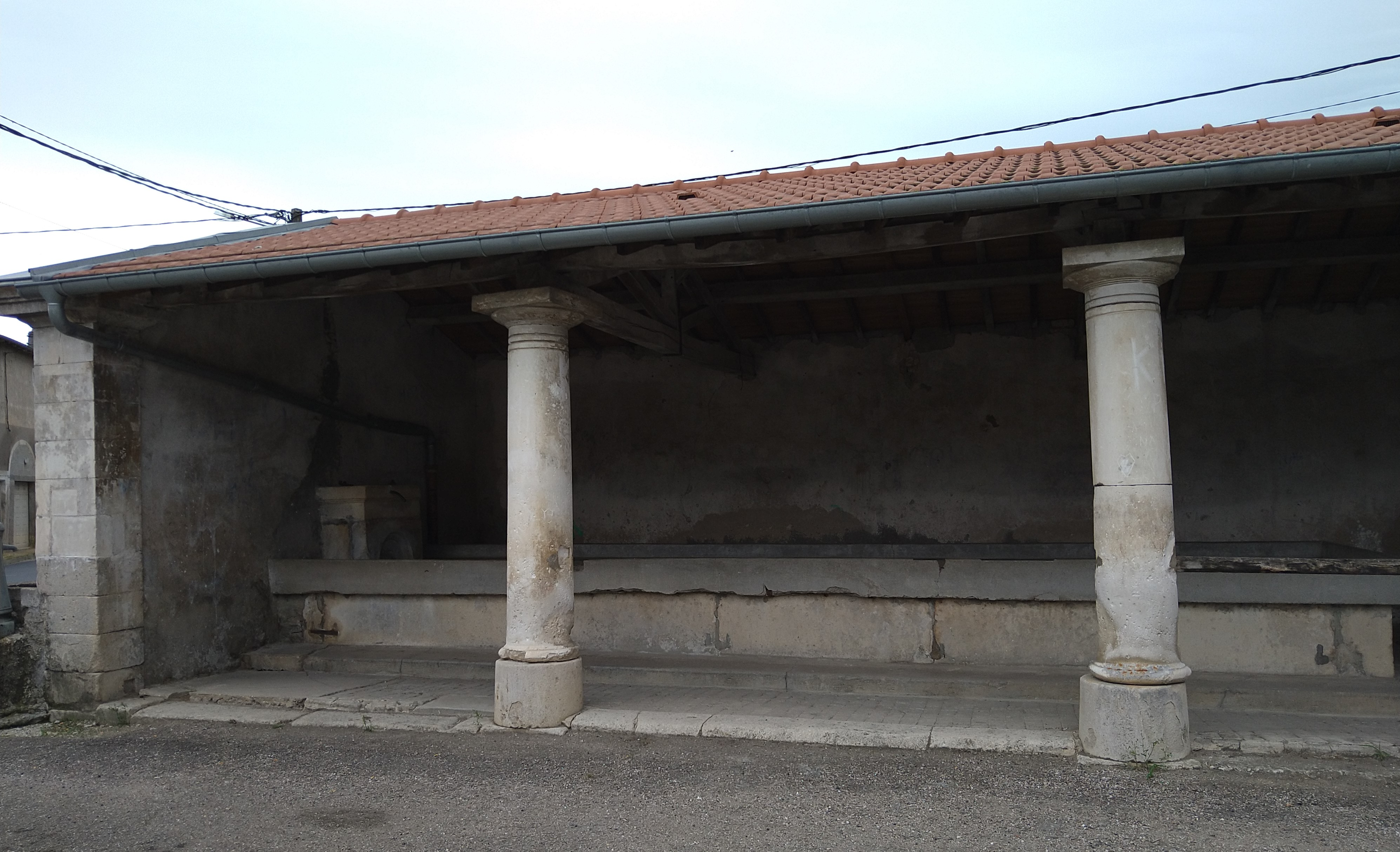
Lavoir monumental.
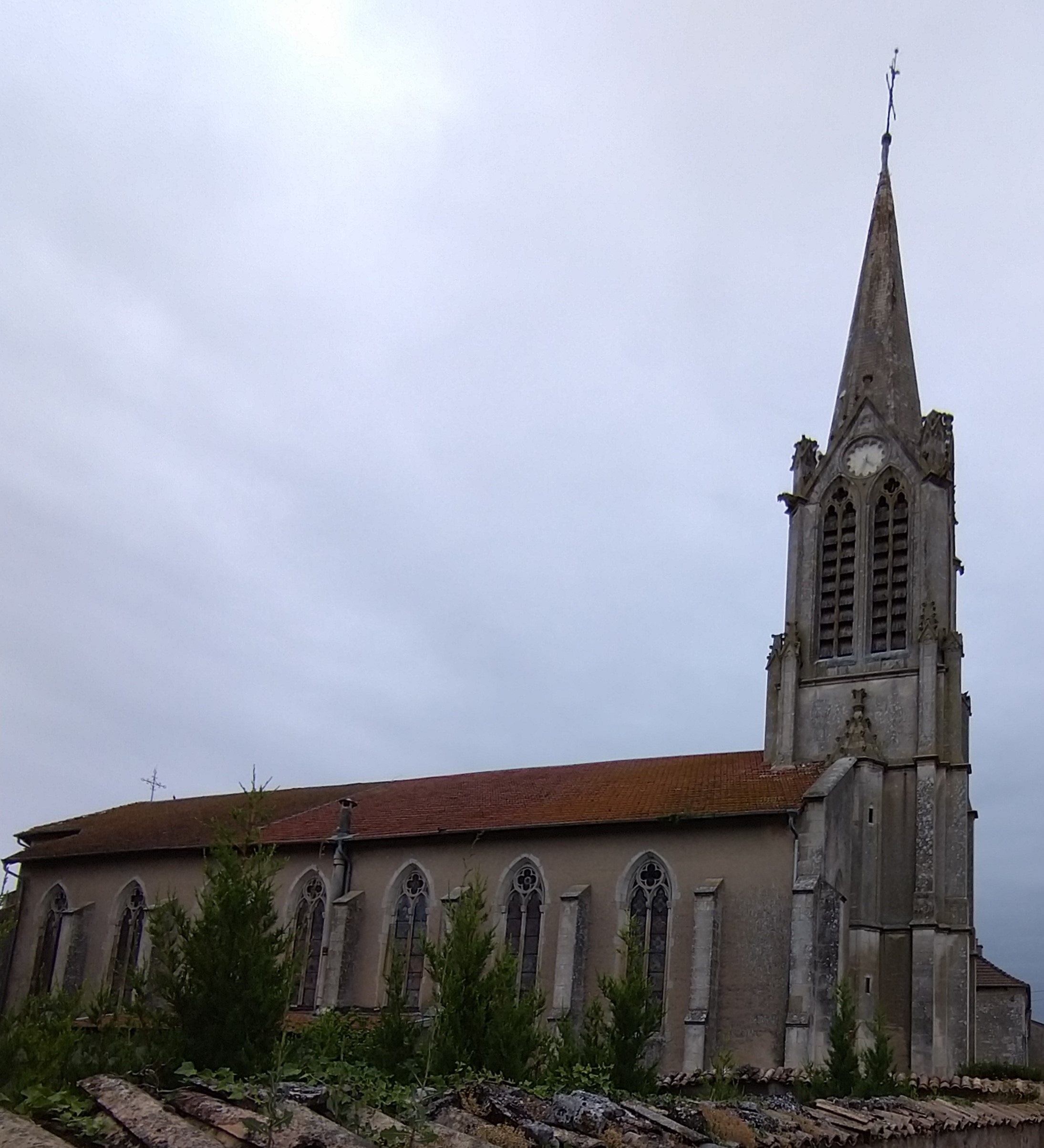
Église Saint-Martin d'Uruffe.

.

## Personnalités liées à la commune
- Jean d’Ourches seigneur d’Ourches, d’Uruffe, de Sorcy Saint-Martin et de Montbras[34].
- Benoît Cachedenier de Vassimon,(1701-1776), Maître des Comptes du Barrois[35].
- Antoine Benoît Cachedenier de Vassimon (1730-1798 ?) seigneur de Brin-sur-Seille et d’Uruffe, fils aîné de Benoît, conseiller depuis 1753 à la Cour souveraine de Lorraine et du Barrois qui siégeait à Nancy.
- Martin Pierson (1836-1900), sculpteur à Vaucouleurs (Meuse), est né à Uruffe
- Guy Desnoyers, curé criminel